# Hastings Kamuzu Banda
Hastings Kamuzu Banda (14. svibnja 1906. (službeno) – 25. studenog 1997.), prvi predsjednik nezavisne države Malavi. Od 1971. godine doživotni predsjednik.